# Kvam Station
Kvam Station (Kvam stasjon) er en jernbanestation på Dovrebanen, der ligger ved det lille sted Kvam i Nord-Fron kommune i Norge. Stationen består af nogle få spor, en perron og en stationsbygning i træ, der er opført efter tegninger af Paul Due. Stationen betjenes kun af to tog om dagen i hver retning.
Stationen åbnede som holdeplads 2. november 1896, da banen blev forlænget fra Tretten til Otta. Den blev opgraderet til station 1. august 1908. Den blev fjernstyret 5. december 1967. I 2014 blev der åbnet en ny tømmerterminal ved en forlængelse af spor 3. Stationens krydsningsspor vil blive forlænget i løbet af 2017-2018, så 600 meter lange godstog kan krydse der.